# Blet blanc

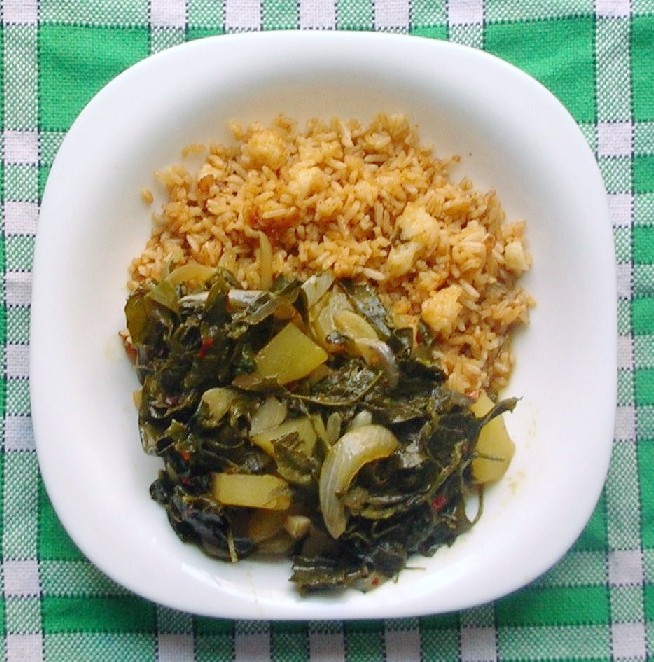
Arròs amb curri de blet blanc, patates i ceba.

El blet blanc, armoll, blet moll, espinac de carn o herba blanca (Chenopodium album) és una planta amb flor del gènere Chenopodium.
També es coneix com a blet ver, bledeta, bledó bord, cuineta o cendrosa.

## Descripció
És una planta anual de fulla comestible, tradicionalment conreada al nord de l'Índia on és important com a verdura. No és clar on es va originar, alguns autors afirmen que la bledeta probablement va tindre el seu origen a la zona de l'Himalaia, però actualment es troba arreu del món. El nom "blet blanc" prové del fet que la part inferior de les fulles té una coloració blanquinosa o glauca.
Certes quantitats de llavors de blet blanc han estat trobades a jaciments arqueològics palafítics del centre d'Europa. Això pot indicar que aquesta planta es recol·lectava o conreava ja a la prehistòria. Dura i resistent, la bledeta actualment es considera una mala herba que pot envair els camps de cereals causant perjudicis greus.

## Usos
Les fulles de blet blanc bullides són molt similars als espinacs de gust, tot i que la textura és un xic més aspra. Una manera de prepararles és saltades amb el greix de la cansalada. Cal bullir les fulles prèviament i llençar l'aigua, com amb tots els blets.
També s'utilitza com a planta farratgera. La tija central de les mates altes, molt flexible i resistent, s'utilitzava a la Xina per fer bastons.

## Subespècies
- Chenopodium album subsp. album
- Chenopodium album subsp. striatum (Krašan) Murr
- Chenopodium album var. reticulatum (Aellen) Uotila